# Chuyến bay 6136 của China Northern Airlines
Chuyến bay 6136 của China Northern Airlines (CJ6136/CBF6136) là chuyến bay chở khách nội địa Trung Quốc từ Sân bay quốc tế Thủ đô Bắc Kinh đến Sân bay quốc tế Chu Thủy Tử Đại Liên. Vào ngày 7 tháng 5 năm 2002, chiếc McDonnell Douglas MD-82 điều hành chuyến bay đã đâm xuống vịnh gần Đại Liên ngay sau khi phi công báo cáo "cháy trên máy bay", giết chết tất cả 103 hành khách và 9 phi hành đoàn. Nguyên nhân của vụ hỏa hoạn sau đó được xác định là bị phóng hỏa.

## Máy bay
Chiếc máy bay gặp nạn là một chiếc McDonnell Douglas MD-82 với số đăng ký B-2138 và số sê-ri của nhà sản xuất 49522. Nó được chế tạo vào năm 1991 và đã tích lũy được khoảng 27.000 giờ bay trong dịch vụ. Theo quan chức cấp cao của Tổng cục Hàng không Dân dụng Trung Quốc, Yang Yuanyuan, chiếc máy bay vừa được kiểm tra bảo dưỡng định kỳ và có hồ sơ bảo dưỡng hoàn hảo.
Chiếc máy bay này đã từng bị hai lần không tặc trước đó (không vụ nào dẫn đến tử vong) ở Đài Bắc, Đài Loan, cả hai vụ đều xảy ra vào năm 1993.
Vào ngày 12 tháng 11, khi đang bay từ Trường Xuân đến Phúc Châu, chiếc máy bay đã bị cướp bởi hai người đàn ông Trung Quốc, những người này trang bị dao mổ và tuyên bố có một quả bom trên máy bay (mặc dù sau đó quả bom này được xác định là máy đo huyết áp). Những tên không tặc yêu cầu được bay đến Đài Loan. Máy bay đã hạ cánh an toàn xuống Đài Bắc, Đài Loan và những kẻ không tặc đã đầu hàng nhà chức trách. Tất cả 82 người trên máy bay đều sống sót.
Vào ngày 8 tháng 12, khi đang bay từ Thanh Đảo đến Phúc Châu, máy bay bị cướp lần thứ hai khi một người đàn ông Trung Quốc dùng dao mổ đâm một tiếp viên hàng không và yêu cầu phi công lái máy bay đến Đài Loan, cho rằng anh ta có một quả bom trên máy bay. Máy bay hạ cánh an toàn tại Đài Bắc, Đài Loan và tên không tặc đã ra đầu thú nhà chức trách. Tất cả 137 người trên máy bay đều sống sót, bao gồm cả tiếp viên hàng không bị đâm. Cuộc điều tra sau đó cho thấy không có quả bom nào trên máy bay.

## Tai nạn
Máy bay rời cổng tại Sân bay quốc tế Thủ đô Bắc Kinh lúc 20:22 và cất cánh lúc 20:37 giờ địa phương (12:37 UTC) từ Đường băng 36R. Lúc 21:20, khi máy bay gần đến Đại Liên, cơ trưởng đã báo cáo "cháy trong cabin" và "đuôi đang cháy" cho tháp Đại Liên và yêu cầu hạ cánh khẩn cấp. Lúc 21:24 máy bay biến mất khỏi màn hình radar và mất liên lạc với kiểm soát không lưu. Nó dự định đến Đại Liên lúc 21:40. Máy bay đã lao xuống nước ở góc nghiêng 90 độ và mũi chúc xuống 30 độ. Các nhân chứng nói rằng chiếc máy bay đã lượn vài vòng trước khi đột ngột lao xuống biển với ánh sáng tắt lịm.
Các dịch vụ khẩn cấp đã ngay lập tức được triển khai ngay sau vụ tai nạn. Lực lượng Hải quân Trung Quốc đóng tại Đại Liên đã triển khai 4 tàu hải quân đến hiện trường vụ tai nạn. Hơn 30 tàu lai dắt tham gia tìm kiếm cứu nạn. Lực lượng cứu hộ đã ngay lập tức tìm thấy 60 thi thể và mảnh vỡ từ hiện trường vụ tai nạn, bao gồm cả một xe chở thức ăn bị cháy nặng. Chủ tịch Giang Trạch Dân và Thủ tướng Chu Dung Cơ đã ra lệnh cho các cơ quan hàng không, cảnh sát, vận tải và quân đội Trung Quốc tổ chức đầy đủ và hỗ trợ các nỗ lực cứu hộ.
Vào ngày 8 tháng 5, các nhân viên tìm kiếm và cứu nạn của Trung Quốc đã phát hiện ra tín hiệu từ thiết bị ghi âm chuyến bay. Chính quyền Đại Liên cử 51 thợ lặn tới 17 địa điểm khác nhau để tìm hộp đen của máy bay. Vào ngày 10 tháng 5, các công nhân trục vớt đã phát hiện tín hiệu yếu. Họ cũng trục vớt được một đoạn máy bay dài 15 mét từ dưới biển. Vào ngày 14 tháng 5, bảy ngày sau thảm họa, hai thiết bị ghi âm chuyến bay đã được những người tìm kiếm trục vớt từ đáy biển.

## Hành khách và phi hành đoàn
| Quốc tịch  | Hành khách | Phi hành đoàn | Tổng |
| ---------- | ---------- | ------------- | ---- |
| Trung Quốc | 96         | 9             | 105  |
| Pháp       | 1          | 0             | 1    |
| Ấn Độ      | 1          | 0             | 1    |
| Nhật Bản   | 3          | 0             | 3    |
| Singapore  | 1          | 0             | 1    |
| Hàn Quốc   | 1          | 0             | 1    |
| Tổng       | 103        | 9             | 112  |

Trong số 103 hành khách, 96 người đến từ Trung Quốc; ba người Nhật Bản; và bốn người còn lại đến từ Pháp, Ấn Độ, Singapore và Hàn Quốc. 100 hành khách là người lớn trong khi 3 là trẻ em. Hầu hết các hành khách là cư dân của Đại Liên.
Phi công của chuyến bay là Cơ trưởng Wang Yongxiang. Anh ấy sinh năm 1967 và đã có tổng cộng hơn 11.000 giờ bay. Cơ phó là Chen Xiuming. Anh ấy sinh năm 1973 và đã tích lũy được tổng cộng hơn 3.300 giờ bay. Kỹ sư bay là Pan Mintsi, với tổng thời gian bay là 4.980 giờ.

## Điều tra
Chính phủ Trung Quốc ngay lập tức ra lệnh điều tra nguyên nhân vụ tai nạn. Sau đó, một ban điều tra đặc biệt do chính quyền trung ương cử đến Đại Liên. Ban hội thẩm gồm có phó tổng thư ký quốc vụ viện Long Quân; người đứng đầu Bộ Truyền thông, Tổng cục Hàng không Dân dụng, Bộ Công an và Ủy ban An toàn Giao thông Quốc gia (NTSB) của Hoa Kỳ.
Ngay sau thảm họa, hỏa hoạn trên chuyến bay bị nghi ngờ là nguyên nhân chính của vụ tai nạn. Điều này đã được xác nhận bởi cuộc gọi khẩn cấp của phi hành đoàn tới ATC về việc có lửa trên máy bay. Nhiều nhân chứng cũng ủng hộ lý thuyết này. Khả năng xảy ra hỏa hoạn trên máy bay trở nên cao hơn sau khi lực lượng cứu hộ vớt được một xe chở thức ăn bị cháy nặng tại hiện trường vụ tai nạn.
Các tờ báo cấp tỉnh của Trung Quốc cho rằng có thể chập điện đã gây ra hỏa hoạn.
Đáp lại vụ tai nạn của Chuyến bay 129 của Air China và Chuyến bay 6136 của China Northern Airlines, viên chức Viên Viên của CAAC tuyên bố rằng cải cách an toàn hàng không của Trung Quốc sẽ bị trì hoãn.
Kết quả điều tra vụ tai nạn đã được Tân Hoa Xã công bố vào ngày 8 tháng 12 năm 2002. Một hành khách tên Zhang Pilin dường như đã đốt cháy cabin hành khách bằng xăng, khiến mất kiểm soát và va chạm. Zhang đã mua bảy hợp đồng bảo hiểm hàng không trị giá tổng cộng 1.400.000 nhân dân tệ (khoảng 170.000 USD) trước khi lên máy bay.
Cuộc điều tra về đống đổ nát cho thấy có một lượng xăng gần chỗ ngồi của Zhang và hầu hết hành khách, bao gồm cả Zhang, đã chết vì hít phải khí Carbon monoxide. Động cơ, sàn cabin và các bộ phận quan trọng khác không có dấu hiệu cháy, nổ.
Điều tra sâu hơn cho thấy Zhang đã bay từ Đại Liên đến Bắc Kinh và quay trở lại Đại Liên trên chuyến bay 6136 cùng ngày. Theo camera an ninh ghi lại, anh ta đã dành vài giờ để hút thuốc trong sảnh chờ của sân bay Bắc Kinh. Zhang đã mua hai hợp đồng bảo hiểm trước khi rời Đại Liên và mua năm hợp đồng còn lại ở Bắc Kinh. Một số chai nước chứa đầy xăng cũng được tìm thấy trong căn hộ của Zhang. Cuộc điều tra cũng cho thấy Zhang đã kết hôn, có một con trai, điều hành công ty riêng và đang mắc một khoản nợ lớn.